# Croton bolivarensis
Espèce
Croton bolivarensis est une espèce de plantes à fleurs du genre Croton et de la famille des Euphorbiaceae, présente au Venezuela.